# Жінка, яка співає
«Жінка, яка співає» (рос. «Женщина, которая поёт») — радянський художній фільм 1978 року.

## Сюжет
Фільм починається з епізоду, коли популярна естрадна співачка Анна Стрельцова (Алла Пугачова) знімається на центральному телебаченні. Вона виконує пісню про саму себе, про те, що попри сформовані навколо неї чутки — вона така ж, як всі, кому вона співає.
Далі дія фільму переноситься в минуле і розгортається в той час коли Стрельцова була ще нікому невідомою співачкою. Вона бере участь в репетиції якоїсь естрадної програми, але незадоволена тим, як поводиться з нею режисер, вона залишає репетицію, заявивши, що йде відпочивати. Вона проводить час з чоловіком Валентином, у якого відпустка. Під час відпочинку на пляжі вона читає журнал і натикається на вірш «Тій жінці, яку кохаю», з якого, на її думку, могла б вийти гарна пісня.
Проходить час. Стрельцова гастролює в багатьох містах, а також бере участь в естрадному шоу. Під час однієї з розмов з чоловіком вона повідомляє йому, що вагітна, а також, що вона пішла з програми. Вона скаржиться чоловікові, що у неї немає головної пісні. Чоловік називає Стрельцову «божевільною» за те, що вона пішла з групи, у якій, на його думку, справжній великий успіх. Також Валентин каже Анні, що з неї ніколи не вийде хорошої матері. Недовго думаючи, Стрельцова йде від чоловіка. Валентин каже їй, що вона все одно повернеться до нього, маючи на увазі те, що такі відходи — звичайна справа для Анни. Однак Стрельцова обіцяє не повертатися. Що і робить. Народивши дочку, Стрельцова сидить удома. До неї в гості приходять колишні колеги і їх новий керівник. Вони заснували нову групу «Ритм» і просять Стрельцову виручити їх — взяти участь в концерті. Спочатку співачка відмовляється, посилаючись на дочку. Однак після умовлянь все ж погоджується. На концерті Стрельцова повинна виконати швидку ритмічну пісню, проте на вступному програші вона обриває музикантів і просить у глядачів дозволу заспівати іншу пісню. Вона співає пісню, в якій як би звертається до колишнього чоловіка — щоб він скоріше приїхав і відвідав дочку. З цього виступу починається нова кар'єра Анни Стрельцової — сольна, а колишній колектив перетворюється в акомпануючий склад співачки.
На одній з репетицій Стрельцова випадково зустрічається з відомим поетом Андрієм, автором того самого вірша «Тій жінці, яку кохаю». Після одного з концертів Анна просить Андрія дописати цей вірш, щоб з нього вийшла пісня. Спочатку Андрій відмовляється, мотивуючи це тим, що він не пише пісень, а пишучи вірші, найменше передбачає, що їх хтось буде співати. Стрельцова запально реагує на відмову поета, і після цього сам Андрій просить співачку зачитати вірш. Поет пропонує Стрельцовій змінити рядки «яку кохає» на «яка співає». Так, народжується нова пісня, з якою Стрельцова бере участь в естрадному конкурсі й перемагає.
Після перемоги на конкурсі до Стрельцової приходить популярність. Вона часто знімається на телебаченні. Під час зустрічі зі своєю подругою і колишньою колегою Машею вона дізнається, що Валентин тепер живе з нею. Анна реагує неоднозначно, йдучи на зйомки, бажає Валентину і Маші щастя. Тим часом у Стрельцової з Андрієм зав'язуються романтичні стосунки. Однак через те, що Андрій відлітає з Москви, цим відносинам не судилося вирости в щось більше. Стрельцова приходить в аеропорт проводити Андрія. Після того, як поет іде на посадку, співачка починає плакати, але в цей момент до неї підходить співробітник аеропорту з проханням дати автограф. Анна приходить до тями й залишає аеропорт. Виходячи з будівлі, Стрельцова бачить Машу, але проходить повз.
Фінальні епізоди фільму показують, що Стрельцова набрала неймовірну популярність і тепер є зіркою № 1 радянської естради. Вона гастролює в великих містах, виступає в великих залах і має великий успіх у глядачів. Однак попри все це, вона є одинокою жінкою і нещасна в особистому житті.

## У ролях
- Алла Пугачова —  Анна Стрельцова
- Алла Будницька —  Маша, подруга Анни
- Микола Волков-мол. —  Андрій, поет
- Олександр Хочинський —  Валентин, чоловік Анни
- Вадим Александров —  Іван Степанович Клімкін (Степанич), адміністратор
- Леонід Гарін —  Льоня, керівник ансамблю
- Володимир Шубарін —  танцюрист
- Юрій Бєлов —  пасажир в літаку
- Ілля Рутберг —  Михайло, керівник танцювально-інструментального ансамблю
- Олексій Панькин —  епізод
- Вікторія Духін —  епізод
- Олександр Орлов —  телережисер
- Тетяна Коршилова —  ведуча конкурсу, оголошує Анну Стрельцову
- Арно Бабаджанян —  член журі конкурсу
- Елеонора Бєляєва —  член журі конкурсу
- Олександр Авілов —  один з учасників ансамблю
- Толгат Тухтамишев —  один з учасників ансамблю
- Олександр Литвиненко —  один з учасників ансамблю

## Знімальна група
- Режисер: Олександр Орлов
- Сценарист: Анатолій Степанов
- Оператор: Ігор Гелейн, Володимир Степанов
- Художник: Валентин Вирвич